# Plagiochila floridana
Plagiochila floridana là một loài rêu trong họ Plagiochilaceae. Loài này được A. Evans mô tả khoa học đầu tiên năm 1896.